# Laelys Alavez
Laelys Alavez, född 1 februari 2007, är en fransk konstsimmare.

## Karriär
I juni 2023 vid europeiska spelen i Kraków-Małopolska var Alavez en del av Frankrikes lag som tog brons i det tekniska lagprogrammet. Vid olympiska sommarspelen 2024 i Paris var hon en del av Frankrikes lag som slutade på fjärde plats i lagtävlingen.